# Rhetorica ad Herennium
Rhetorica ad Herennium è il titolo con cui è noto il più antico trattato di retorica in latino a noi pervenuto, databile attorno al 90 a.C., nonché una delle più importanti opere sulla struttura e gli usi dell'arte della persuasione. Attribuito talvolta a Cicerone (in particolare nel Medioevo), non è però di mano ciceroniana, e l'autore è sconosciuto. Alcuni studiosi lo hanno identificato con un certo Cornificio di cui parla Quintiliano, ma senza alcuna certezza; sembra invece sicura l'appartenenza, o comunque la simpatia, dell'autore per il partito popolare. Anche sull'identità del destinatario non vi è certezza, poiché il nome Gaio Erennio, presumibilmente amico e allievo dell'autore, era ampiamente diffuso in tutta la penisola italica. Per quanto riguarda i contenuti, infine, è ravvisabile l'influenza delle dottrine aristoteliche e stoiche, e in particolare di Crisippo.

## Struttura
L'opera è divisa in 4 libri; nella parte iniziale sono trattate le tre tipologie di discorsi che l'oratore deve conoscere, quello giudiziario, quello deliberativo e quello elogiativo; segue quindi la trattazione degli ambiti in cui l'oratore deve acquisire competenza: inventio (Libri I e II), dispositio, memoria, elocutio e actio (Libro III).
Il Libro IV è dedicato interamente all'elocutio (stile): è la più antica trattazione sistematica dello stile latino, e molti esempi riportati sono tratti da eventi contemporanei alla sua stesura. Questo nuovo stile, che fiorì nel secolo seguente alla stesura di quest'opera, promuoveva progressi rivoluzionari nella letteratura e nell'arte oratoria romana: contiene la prima descrizione conosciuta della tecnica dei loci e una tecnica mnemonica che lo stesso Cicerone esalta ripetutamente nel De oratore; inoltre, vengono illustrate 64 figure di parola e di pensiero.

## Fortuna dell'opera
Fu il libro di retorica più popolare durante il Medioevo ed il Rinascimento, comunemente usato per l'insegnamento in concomitanza con il De inventione di Cicerone; questa sua popolarità è evidente dal numero di copie pervenuteci: ben più di un centinaio di manoscritti. Fu anche tradotto nei più importanti linguaggi vernacolari europei, divenendo una lettura obbligata nel modello d'istruzione rinascimentale.